# Weiße Marter (Sankt Englmar)

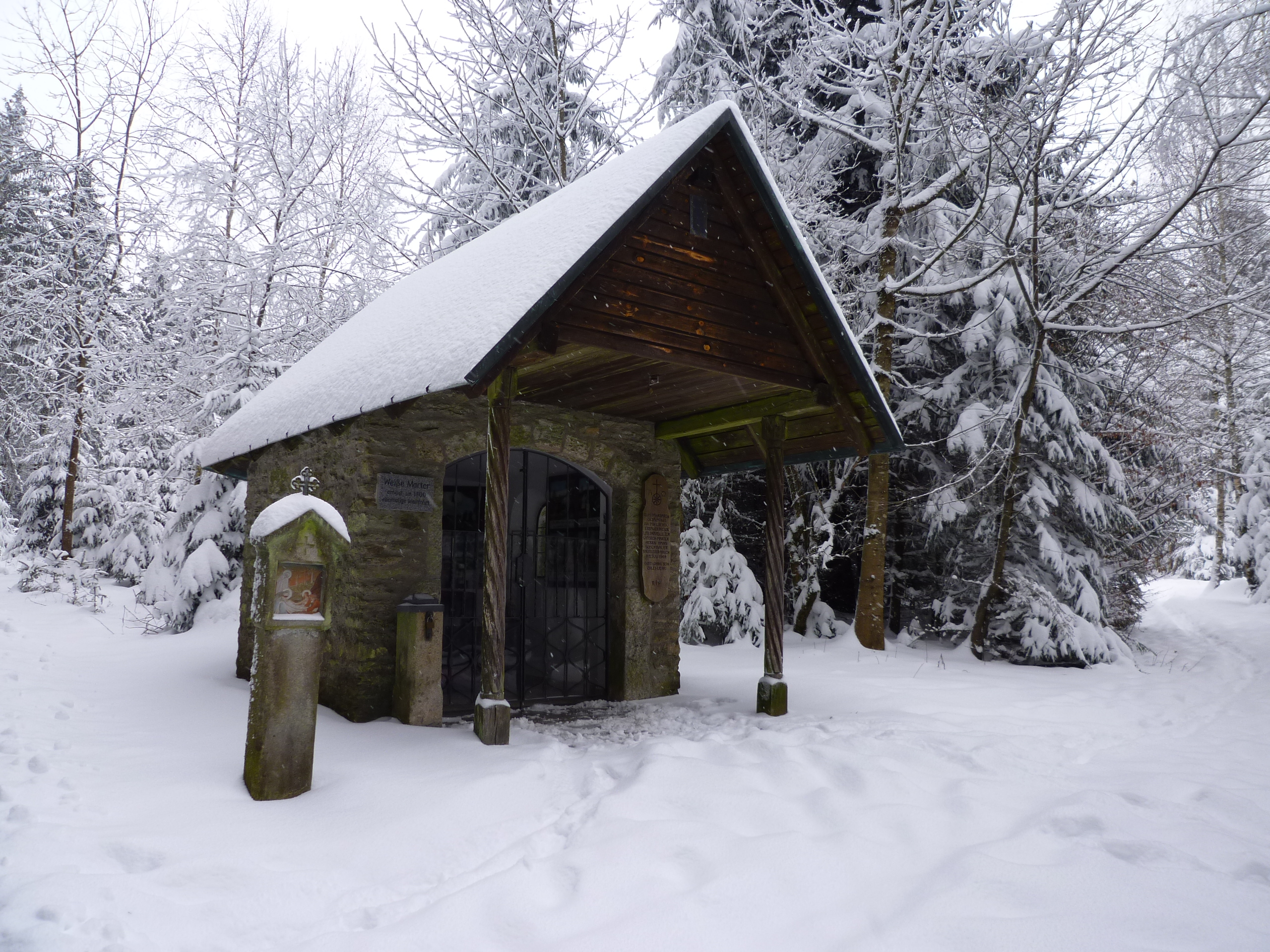
Kapelle Weiße Marter, Januar 2017

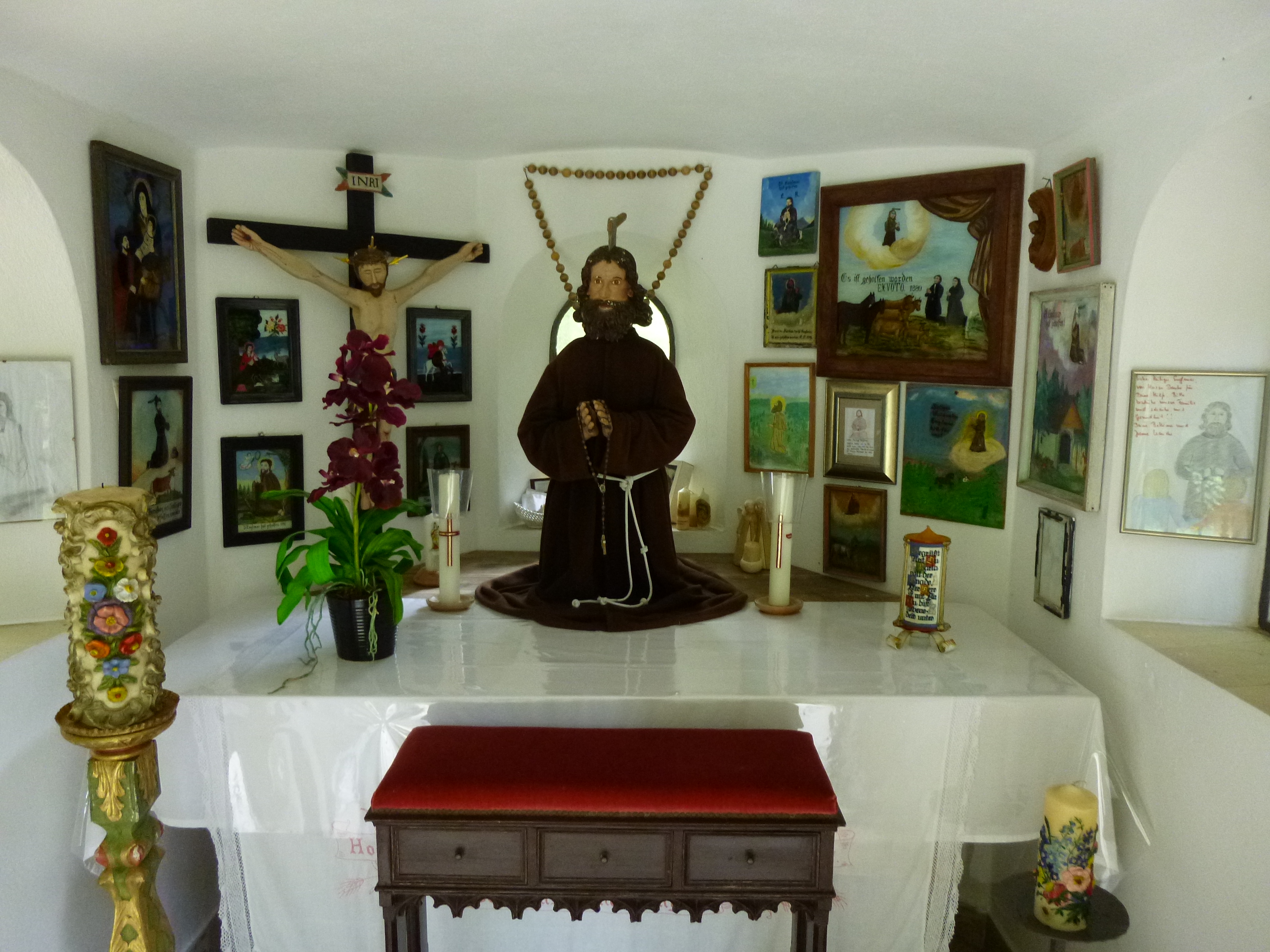
Ausstattung der Kapelle

Die Weiße Marter im Sankt Englmarer Ortsteil Großwiese ist eine Kapelle, deren Ursprung vermutlich ein weißer Bildstock war. Das Bayerische Landesamt für Denkmalpflege verzeichnet sie unter der Denkmalnummer D-2-78-184-11.

## Standort
Die Kapelle befindet sich im „Klosterholz“ an der Straße nach Mitterberg, rund zwei Kilometer südlich vom Dorf Sankt Englmar und 200 Meter westlich des Ortsteils Großwiese, unmittelbar nördlich der Gemarkungsgrenze zur Gemeinde Neukirchen.

## Beschreibung
Der aus Bruchsteinen gemauerte Kapellenraum besitzt eine rechteckige Grundform mit polygonaler Rückwand, hat eine breite, vergitterte Türöffnung mit Stichbogen und an der Rückseite und den Seitenwänden jeweils ein kleines Rundbogenfenster. Darüber erstreckt sich ein weit über die Türöffnung vorgezogenes steiles, mit Blech eingedecktes Satteldach, das Vordach auf zwei verzierten Holzsäulen gestützt. Das Gebäude wurde 1961 errichtet.

## Geschichte
Am Standort der Kapelle soll am 23. März 1634 Pater Urban Mittermayr, ein Windberger Chorherr und Pfarrer, auf der Flucht vor den Schweden zu Tode gekommen sein. Es wird angenommen, der Name der Kapelle gehe auf einen hier ursprünglich errichteten weißen Bildstock zurück. Für das Jahr 1857 ist der Bestand einer Feldkapelle belegt. Wann hier erstmals eine Kapelle errichtet wurde und aus welchem Baustoff, ist nicht belegt. Um 1866 wurde eine steinerne Kapelle gebaut und mit acht Legendentafeln von Johann Michael Kohl aus Kollnburg ausgestattet. Diese Tafeln befinden sich heute in der Pfarrkirche. 1961 wurde die alte Kapelle abgerissen und der Ersatzbau errichtet.